# Ken Boyd
Ken Boyd (Frederick, 25 marzo 1952) è un ex cestista statunitense, professionista nella NBA.

## Carriera
Venne scelto al nono giro del Draft NBA 1974 dai New Orleans Jazz (154ª scelta assoluta). Giocò 6 partite nella stagione 1974-75, prima di essere tagliato il 21 novembre 1974.